# Alasea (bướm đêm)
Alasea là một chi bướm đêm thuộc họ Choreutidae, chỉ gồm một loài Alasea corniculata, được tìm thấy ở Costa Rica.
Chiều dài cánh trước là 4.5–5.2 mm đối với con đực và 5.2–5.7 mm đối với con cái.